# Hlinná
Hlinná är en ort i Tjeckien.   Den ligger i regionen Ústí nad Labem, i den nordvästra delen av landet, 60 km norr om huvudstaden Prag. Hlinná ligger 409 meter över havet och antalet invånare är 180.
Terrängen runt Hlinná är kuperad åt nordväst, men åt sydost är den platt. Runt Hlinná är det tätbefolkat, med 331 invånare per kvadratkilometer. Närmaste större samhälle är Ústí nad Labem, 11,1 km nordväst om Hlinná. Omgivningarna runt Hlinná är en mosaik av jordbruksmark och naturlig växtlighet.